# David McLean
David Prophet McLean (13. prosince 1890, Forfar - 21. prosince 1967, Forfar) byl skotský fotbalista, který hrál jako útočník.

## Hráčská kariéra
David McLean hrál jako útočník za Forfar Athletic FC, Celtic FC, Preston North End FC, Sheffield Wednesday FC (tehdy se ještě klub jmenoval The Wednesday), Third Lanark AC, Rangers FC, Bradford AFC a Dundee FC. V 1. ligách Anglie a Skotska dal celkem víc než 300 gólů, v každé z nich víc než 150.
Za Skotsko hrál 1 zápas v roce 1912 a potom ještě jednou během války v roce 1918.

## Úspěchy
Celtic
- Skotská liga: 1907/08, 1908/09
- Skotský pohár: 1907/08

Individuální
- Král střelců anglické ligy: 1911/12, 1912/13
- Král střelců skotské ligy: 1918/19